# 克林頓 (明尼蘇達州)
克林頓（英語：Clinton）是一個位於美國明尼蘇達州大石湖縣的城市。

## 人口
根據2020年美國人口普查的數據，克林頓的面積為2.70平方千米，當中陸地面積為2.48平方千米，而水域面積為0.22平方千米。當地共有人口386人，而人口密度為每平方千米143人。